# Fred Atkinson (cầu thủ bóng đá)
Frederick James Atkinson (24 tháng 8 năm 1919 – 1991) là một cầu thủ bóng đá người Anh thi đấu ở vị trí Wing half.
Atkinson thi đấu toàn bộ sự nghiệp cho Gateshead, ban đầu ký hợp đồng vào tháng 12 năm 1945. Ông ghi tổng cộng 7 bàn sau 39 lần ra sân tại giải vô địch và Cúp FA.